# Lenthe (Nederland)
 Lenthe  is een buurtschap behorend tot de gemeente Dalfsen, in de Nederlandse provincie Overijssel.
De buurtschap ligt ten westen van Hoonhorst, ten oosten van rijksweg N35.
Tussen 1529 en 1901 had Lenthe een molen, de Lenthermolen.
Hoofdplaats: Dalfsen      Dorpen: Ankum · Hoonhorst · Lemelerveld · Nieuwleusen · Oudleusen

Buurtschappen: Broekhuizen · Dalfserveld · Dalmsholte (deels) · De Marshoek · De Meele · Den Hulst · Emmen · Engeland · Gerner · Hessum · Holt · Lenthe · Mataram · Millingen · Ooster-Dalfsen · Oudleusenerveld · Rechteren · Rosengaarde · Ruitenveen · Slennebroek · Strenkhaar · Vennenberg · Welsum

Voormalige gemeenten: Nieuwleusen

Overijssel · Steden en dorpen in Overijssel      Nederland · Provincies · Gemeenten